# Incidente della Freedom Flotilla

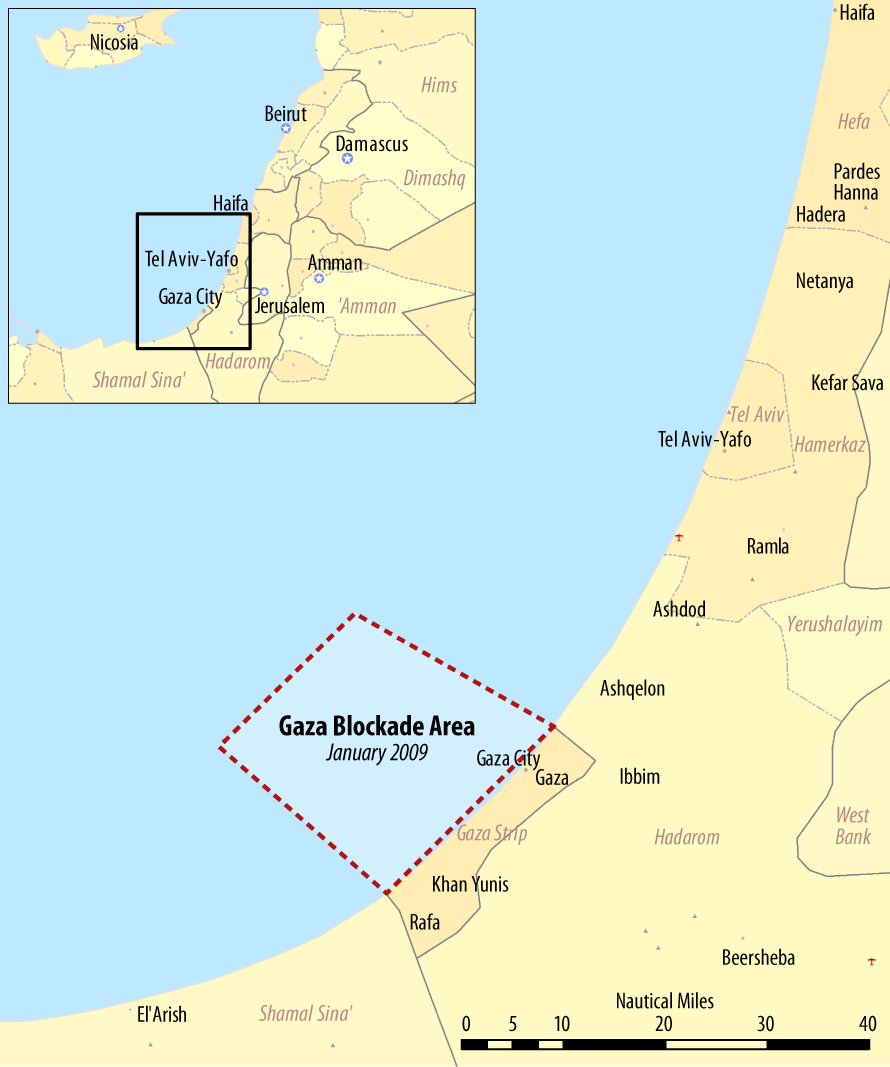
Area del blocco nella striscia di Gaza

L'incidente della Freedom Flotilla (o incidente della Mavi Marmara) si è verificato il 31 maggio 2010, quando una flottiglia di attivisti pro-palestinesi, conosciuta come la Freedom Flotilla per Gaza, trasportante aiuti umanitari ed altre merci, tra cui un carico di 10000 t di calcestruzzo, ha tentato di violare il blocco di Gaza ed è stata intercettata da forze navali israeliane nelle acque internazionali del Mar Mediterraneo, nell'ambito dell'operazione navale denominata dalle forze di difesa israeliane (IDF) "operazione Brezza Marina".
Alcuni giorni prima dell'incidente gli organizzatori avevano preannunciato le proprie intenzioni - non tanto di portare aiuti umanitari quanto piuttosto di forzare il blocco - con l'obiettivo di sollevare l'attenzione dell'opinione pubblica in favore di Gaza. Alla notizia il governo di Israele aveva fatto sapere che non avrebbe acconsentito alla violazione del blocco e aveva proposto e organizzato l'accompagnamento delle navi al porto di Ashdod  e il conseguente trasporto degli aiuti via terra verso Gaza.
Cinque delle sei navi sono state abbordate con la forza e poste sotto controllo Israeliano.
Gli attivisti a bordo dell'imbarcazione più grande della flottiglia, la MV Mavi Marmara, hanno cercato di difendersi dalle forze speciali israeliane Shayetet 13, che avevano assaltato la nave, con armi di fortuna. Dieci commando israeliani sono rimasti feriti, di cui due gravemente. I soldati israeliani hanno utilizzato le armi e nove attivisti dell'IHH sono stati uccisi sul colpo mentre un decimo passeggero è morto dopo a causa delle sue ferite riportate. Ci sono state dozzine di feriti e centinaia di arrestati; nei video ad immagine termica diffusi dall'IDF e in quelli delle telecamere di sicurezza della nave, si vedono i soldati scendere dagli elicotteri e calarsi a bordo della nave e sparare e un numero elevato di persone, presenti sulla tolda della nave, prepararsi a difendersi con quello che potevano, con armi di fortuna come bastoni, coltelli, catene e sbarre metalliche. Funzionari israeliani hanno accusato l'IHH di aver inviato un gruppo di attivisti sulla Mavi Marmara per istigare violenze; la IHH ha respinto le accuse.
Il 5 giugno una settima nave, la Rachel Corrie, apparentemente battente bandiera irlandese, ha tentato di forzare il blocco; dopo aver rifiutato per quattro volte di seguire le indicazioni della Marina israeliana, è stata abbordata dalle forze israeliane senza incidenti e accompagnata al porto di Ashdod.
L'incidente ha seriamente compromesso le relazioni tra Turchia e Israele.
La Corte Penale Internazionale nel 2019 ordina al pubblico ministero di considerare la possibilità di perseguire Israele per l’arrembaggio, costato dieci morti, compiuto nel 2010 ai danni del traghetto turco Mavi Marmara e delle altre imbarcazioni della Freedom Flotilla diretta alla Striscia di Gaza. Fatou Bensouda, la procuratrice, nel 2014 aveva deciso di non perseguire Israele, sostenendo che i fatti non erano «abbastanza gravi» anche se si riteneva «ragionevole pensare» che fossero stati commessi crimini di guerra. Decisione confermata nel 2017. Ora i giudici di appello (tre favorevoli-due contrari), accogliendo il ricorso delle Comore, proprietarie di una delle navi assaltate, hanno ordinato di riconsiderare, prima del 2 dicembre 2019, la necessità di portare Israele in giudizio al tribunale dell’Aia.

## Equipaggio della Freedom Flotilla
Le navi della Flotta, che battevano bandiere americana, turca, greca e svedese sono salpate dalle coste di Cipro con a bordo 610 persone fra cui 44 tra parlamentari e politici, il premio Nobel per la pace Mairead Corrigan e lo scrittore svedese Henning Mankell. Molti di loro erano turchi, i restanti appartenevano a vari Paesi:
Nazionalità e numero dei membri della Freedom Flotilla:
- Turchia 380;
- Grecia 38;
- Regno Unito 31;
- Giordania 30;
- Algeria 28;
- Kuwait 15;
- Indonesia 12;
- Germania 11;
- Malaysia 11;
- Svezia 11;
- Stati Uniti 11;
- Francia 9;
- Irlanda 9;
- Marocco 7;
- Italia 6;
- Belgio 5;
- Bahrein 4;
- Rep. Ceca 4;
- Yemen 4;
- Australia 3;

- Egitto 3;
- Libano 3;
- Macedonia del Nord 3;
- Mauritania 3;
- Norvegia 3;
- Pakistan 3;
- Siria 3;
- Azerbaigian 2;
- Bulgaria 2;
- Israele 2;[29][30]
- Paesi Bassi 2;
- Bosnia ed Erzegovina 1;
- Canada 1;
- Kosovo 1;
- Nuova Zelanda 1;
- Oman 1;
- Serbia 1;
- Sudafrica 1;[31]
- Brasile 1;

## Navi della Freedom flotilla

### Navi coinvolte
| Bandiera | Nome                  | Organizzazione                                           | Porto    | Passeggeri       | Equipaggio | Carico |
| -------- | --------------------- | -------------------------------------------------------- | -------- | ---------------- | ---------- | --- |
| USA      | Challenger 1          | Free Gaza Movement                                       |          |                  |            | |
| Grecia   | MS Free Mediterranean | Ship to Gaza                                             | Il Pireo |                  |            | |
| Grecia   | Sfendoni              | Ship to Gaza, European Campaign to End the Siege of Gaza | Il Pireo |                  |            | |
| Comore   | MV Mavi Marmara       | IHH                                                      | Adalia   | 581 (400 Turchi) |            | |
| Turchia  | Gazze                 | IHH                                                      | Adalia   | 5                | 13         | 2 104 tonnellate di calcestruzzo, 600 tonnellate di acciaio per costruzioni, e 50 tonnellate di piastrelle       |
| Kiribati | Defne Y               | IHH                                                      | Adalia   | 27               | 23         | 150 tonnellate di ferro, 98 alimentatori, 50 Case prefabbricate, 16 giochi per bambini                           |
| USA      | Challenger 2          | Free Gaza Movement                                       |          |                  |            | |
| Cambogia | MV Rachel Corrie      | Free Gaza Movement, Perdana                              | Dundalk  | 11               | 8          | 550 tonnellate di calcestruzzo, 20 tonnellate di carta, 100 tonnellate di equipaggiamento medico, tessuto e filo |

- La Challenger 2 e la Rachel Corrie non hanno seguito la Flotilla a causa di problemi meccanici.
- La Rachel Corrie ha proseguito il viaggio in un secondo momento, sistemato il guasto.[33]

## Eventi durante le fasi preliminari

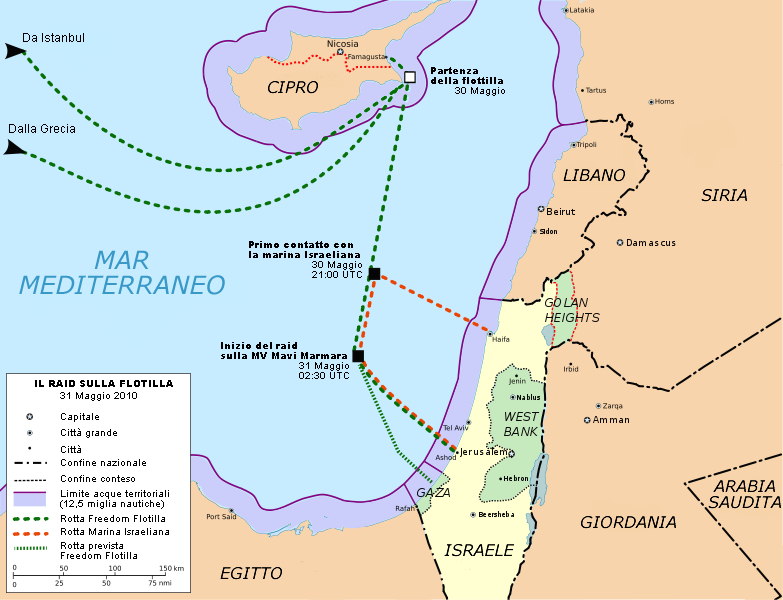
L'itinerario della Freedom Flotilla. In verde la rotta prevista della Flotilla, in arancione le navi dell'IDF.

L'arrivo della flotta era noto agli enti governativi israeliani, ai militari di intelligence e agli addetti stampa. Israele aveva dichiarato che la flottiglia era "in procinto di rompere le leggi del diritto internazionale". Greta Berlin, portavoce degli organizzatori, aveva detto: "noi abbiamo il diritto di navigare nelle acque internazionali e nelle acque di Gaza".
Un portavoce israeliano aveva annunciato che al convoglio di navi non sarebbe stato permesso raggiungere Gaza, ma sarebbe stato dirottato al porto di Ashdod, dove "erano stati istituiti nel porto grandi capannoni e altre strutture, per ricevere gli attivisti, in modo che Israele o le agenzie umanitarie potessero consegnare il carico a Gaza via terra".
Inoltre tutti i materiali non vietati sarebbero stati trasferiti a Gaza dopo aver subito un controllo di sicurezza, il che significherebbe che ai materiali vietati, come il calcestruzzo, non sarebbe stato possibile arrivare a destinazione. Infatti secondo Israele, Hamas utilizzerebbe il calcestruzzo per costruire bunker e tunnel sotterranei.
Il Free Gaza Movement è un gruppo per i diritti umani con sede a Cipro. Ha riunito altre organizzazioni umanitarie per formare la Freedom Flotilla, come l'organizzazione greca "Boat for Gaza" e l'organizzazione turca IHH. La coalizione comprende la campagna europea per porre fine all'assedio di Gaza. La flottiglia sarebbe dovuta arrivare a Gaza lunedì 31 maggio 2010.
Secondo alcune fonti di intelligence però, l'organizzazione riunirebbe al suo interno oltre a molti pacifisti, delle frange con forti legami con l'attivismo terroristico di matrice fondamentalista islamica. A dirlo non sarebbe solo l'Intelligence and Terrorism Information Center (ITIC), un organismo non governativo israeliano con solidi legami con l'IDF (le forze di difesa israeliane), ma anche il Dipartimento di Stato statunitense; di fatto uno dei membri del FGM, l'organizzazione turca IHH, apparterrebbe ad una organizzazione "ombrello" identificata come finanziatrice di Hamas, chiamata Ittilaf al-Kheir (Unione del Bene). Tuttavia il Dipartimento di Stato americano ha confermato che, anche se il governo è consapevole delle possibili connessioni dell'IHH a gruppi fondamentalisti radicali come Hamas, l'IHH non risulta attualmente inserito nell'elenco ufficiale statunitense delle organizzazioni terroristiche riconosciute.
Il Free Gaza Movement dichiara di voler aumentare la consapevolezza "sull'illegale blocco israeliano a Gaza". Ritiene che il blocco di Gaza da parte di Israele è ingiustificato e che nega ai palestinesi beni e servizi vitali. Dicono che anche le Nazioni Unite hanno criticato ripetutamente il blocco di Gaza da parte di Israele.
Il carico era composto, secondo quanto dichiarato dagli organizzatori, da cibo, materiale medico, 10000 t di calcestruzzo, costruzioni prefabbricate e apparecchi didattici. Audrey Bomse, consigliere giuridico del Free Gaza Movement sostiene che gli israeliani non avrebbero mai consegnato il carico a Gaza perché considerato illegale, ma che lo stesso carico è necessario per la ricostruzione dopo i bombardamenti su Gaza nel 2009 durante l'operazione Piombo fuso.

## La Marina israeliana contatta il comandante dellaMavi Marmara
Prima che le navi cercassero di varcare le acque territoriali oggetto del blocco, alle 23:00 del 30 maggio quando si trovava a 200 km a nordest di Gaza e 64 km dalla costa di Israele, la Marina israeliana ha contattato il comandante della Mavi Marmara per invitarlo ad attraccare nel porto di Ashdod al fine di consegnare gli aiuti internazionali nel rispetto delle leggi israeliane. Il comandante della Mavi Marmara ha tuttavia confermato di volersi dirigere verso Gaza.

Risposta: "Negativo, negativo. La nostra destinazione è Gaza, la nostra destinazione è Gaza."»
( Israeli Navy Addresses a Ship in the Flotilla and Offers it to Dock in the Ashdod Port, YouTube, 30 maggio 2010.)
Ad altre comunicazioni di avvertimento da parte della Marina israeliana, secondo quanto diffuso dall'IDF e ripreso dai media, attivisti non identificati del convoglio marittimo avrebbero risposto occupando la banda radio dichiarando di considerare il blocco navale illegittimo, facendo riferimenti relativi all'Olocausto e agli attentati dell'11 settembre 2001:
( Unedited Radio Transmission Between Gaza Flotilla and Israeli Navy, su youtube.com, YouTube, 5 giugno 2010. URL consultato il 5 giugno 2010.)
Israele ha dichiarato che non è possibile individuare da quale nave componente della Freedom Flotilla siano stati effettuati i comunicati antisemiti, perché sono stati fatti su un canale radio aperto su cui le navi della Flotilla non si identificavano correttamente.
L'IDF ha ammesso che è un montaggio, senza modifica del senso, di una registrazione in cui si diceva agli israeliani di tornarsene ad Auschwitz e si esaltava l'11 settembre. 

## L'abbordaggio alle navi
La flottiglia aveva previsto di rompere il blocco della Striscia di Gaza, ignorando la proposta di Israele per gli attivisti di attraccare al porto di Ashdod e trasferire il carico di aiuti umanitari via terra, sotto il controllo diretto degli stessi attivisti. A questo punto, i soldati israeliani dei reparti speciali "Shayetet 13", dopo aver avvertito il convoglio, eseguono un abbordaggio alle navi verso le 04:00 (UTC+3) circa in acque internazionali 64 km (40 miglia) al largo della costa.. L'abbordaggio delle prime cinque navi si è svolto senza particolari incidenti; l'abbordaggio della Mavi Marmara ha portato a un violento scontro tra soldati e attivisti. Secondo l'esercito Israeliano, e come visibile nei numerosi video dell'evento (ripresi anche dalle telecamere di sicurezza della nave), gli attivisti si erano organizzati in squadre e preparati in anticipo per attaccare i militari con bastoni, spranghe, coltelli, bombe molotov e flashbang, gettando un soldato fuori bordo, accoltellandone un altro, e facendo fuoco con pistole, ed i commando sono stati costretti a sparare per legittima difesa. Adam Shapiro, membro del consiglio del Free Gaza Movement, ha sostenuto che i soldati avrebbero aperto il fuoco appena scesi sulle navi, anche se i video diffusi in risposta alle accuse dall'IDF mostrano che nessun soldato ha aperto il fuoco prima di appontare sulla nave e venire assalito.

## Feriti e vittime

### Vittime
Sono rimasti uccisi nove attivisti. Otto di loro erano di nazionalità turca: Cengiz Alquyz (42 anni), Ibrahim Bilgen (60), Ali Haydar Bengie (39), Cegdet Kiliclar (38), Cengiz Songur (47), Çetin Topçuoglu (54), Sahri Yaldiz e Necdet Yildirim (32). Uno, Furkan Dogan (19), era un cittadino statunitense di origine turca. Le autopsie eseguite in Turchia hanno dimostrato che otto delle nove persone uccise sono morte a seguito delle ferite di proiettili 9 mm, colpite da distanza ravvicinata. Cinque sono stati colpiti alla testa e almeno quattro sono stati colpiti da entrambe le parti del corpo anteriori e posteriori. Secondo la relazione del Consiglio per i diritti umani delle Nazioni Unite (UNHRC), pubblicata il 27 settembre 2010, sei di loro sono state vittime di "esecuzioni sommarie", di cui due, dopo che erano stati feriti gravemente. La relazione è stata contestata da Israele che l'ha definita "di parte".

### Feriti
L'esercito israeliano riferisce che 10 soldati sono rimasti feriti nello scontro. Il 31 maggio alle 4:00, otto soldati sono stati ricoverati in ospedale, due dei quali in gravi condizioni. Un soldato ha subito una ferita grave alla testa e ha perso conoscenza dopo essere stato gettato su un ponte inferiore dagli attivisti, un altro è stato accoltellato allo stomaco.

## La posizione della Marina Militare Israeliana
Secondo Eli Marom, al tempo capo della Marina Militare Israeliana, i soldati avevano l'ordine di convincere verbalmente gli attivisti a rinunciare e, in caso di insuccesso, usare la forza non letale per prendere il controllo della nave. I soldati sono stati addestrati a non utilizzare armi da fuoco tranne che in caso di emergenza, quando le loro vite sono messe in pericolo.
L'esercito israeliano ha riferito che i soldati sono stati immediatamente attaccati dopo la discesa dagli elicotteri sul ponte della nave. I soldati sono stati picchiati con mazze e spranghe, uno è stato accoltellato, e uno è stato gettato su un ponte inferiore a 30 piedi (circa 10 metri) sotto. A due soldati israeliani sono state strappate via le pistole. Un commando israeliano ha detto che "Sparavano con armi da fuoco da sotto il ponte". Granate stordenti e gas lacrimogeni sono stati utilizzati nel tentativo di disperdere gli attivisti. Dopo che questo si è rivelato inefficace, a fronte di minacce dirette per la vita dei militari, i soldati hanno chiesto e ottenuto l'autorizzazione a utilizzare le armi da fuoco contro gli attivisti. I soldati hanno quindi aperto il fuoco contro gli attivisti che li stavano aggredendo, disperdendoli. I soldati hanno poi raggiunto il ponte, recuperato i loro commilitoni feriti e preso il controllo della nave dopo circa 30 minuti.
Israele ha difeso le sue azioni, sostenendo che i suoi soldati sono caduti in un'imboscata con coltelli e mazze di metallo, oltre alle pistole strappate via al commando.

### Motivazioni israeliane e scenari geopolitici
Il 3 giugno 2010, Benjamin Netanyahu primo ministro di Israele, rivolgendosi alla comunità internazionale, ha spiegato la decisione governativa di non consentire la violazione del blocco a Gaza. Tale violazione secondo Netanyahu comporterebbe infatti la formazione di un porto e di una base missilistica iraniana nella Striscia di Gaza, a pochi chilometri da Tel Aviv, e ciò costituirebbe una minaccia non solo alla sicurezza nazionale israeliana ma anche a quella degli stati europei.
Secondo l'Intelligence and Terrorism Information Center, organizzazione vicina al sistema dell'intelligence israeliana, l'IHH, organizzazione al centro della Freedom Flotilla, sosterrebbe reti terroristiche islamiche. Un rapporto dell'ITIC del 7 giugno 2010 afferma che il confronto a bordo della Mavi Marmara era stato cercato e pianificato da 40 esponenti dell'IHH saliti a bordo del vascello in un gruppo separato e indipendente da quello dai pacifisti. Secondo il quotidiano Haaretz, che dà notizia del rapporto, alcuni membri della ciurma hanno cercato di ostacolare le attività del gruppo di esponenti IHH, senza riuscirci.

## La posizione degli attivisti e del Free Gaza Movement

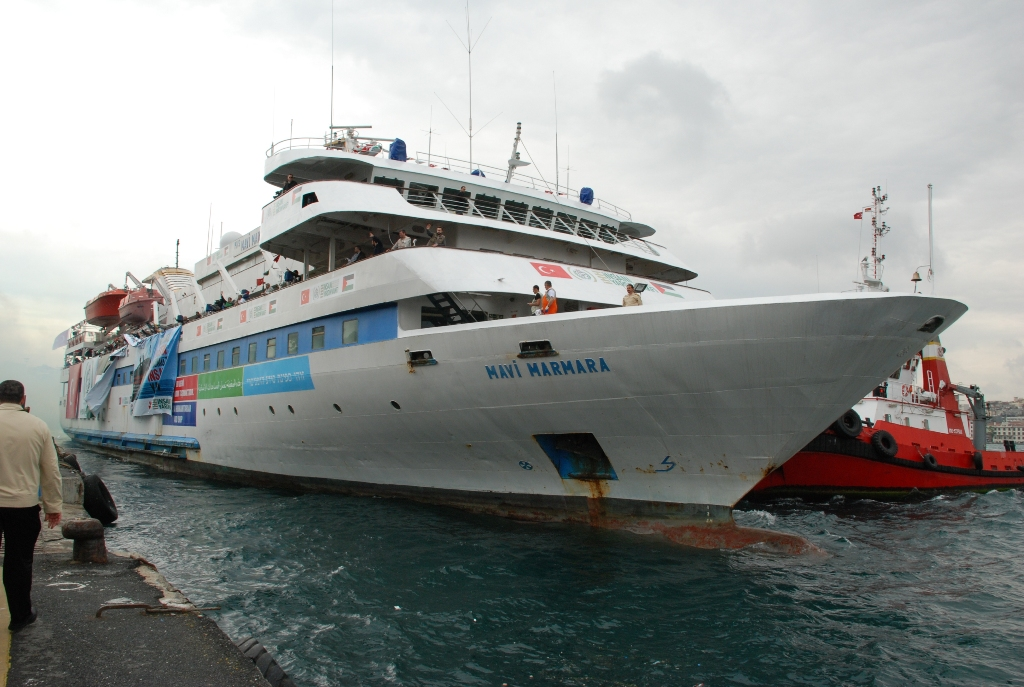
La nave assaltata prima della partenza il 22 maggio 2010

A causa di un blackout delle telecomunicazioni dopo l'attacco, è stato difficile ottenere immediatamente la versione degli attivisti a bordo. Gli attivisti hanno iniziato a fare dichiarazioni alla stampa dopo essere stati rilasciati.
L'attivista Huwaida Arraf ha riferito che una volta a bordo del Challenger 1, le truppe israeliane hanno sequestrato le apparecchiature di videoregistrazione, fotocamere e schede di memoria di tutte le persone a bordo della nave. Gli attivisti a bordo, hanno detto che la resistenza non era stata organizzata, ma la vista degli elicotteri israeliani, le navi e le armi da fuoco "hanno creato nella gente l'atmosfera di volersi difendere".
Secondo gli attivisti della Mavi Marmara e del personale di bordo, Israele ha inizialmente aperto il fuoco con colpi di avvertimento, ma quando la nave non si è fermata ha avuto inizio l'abbordaggio. Gli attivisti hanno dichiarato che sono state utilizzate granate stordenti e fumogene, e quindi i commando dell'IDF hanno circondato la nave e sono sbarcati dagli elicotteri e dal mare. In contrasto con la versione dell'esercito Israeliano, gli attivisti sostengono che i soldati hanno sparato sulla nave prima dell'abbordaggio, anche se tale versione non è confermata dai video disponibili.
Annette Groth, Parlamentare Tedesca a bordo della Mavi Marmawa ha detto che: “Lo scandalo è che noi dobbiamo ribattere alle immagini israeliane solo con le nostre parole. Gli Israeliani hanno confiscato agli attivisti tutte le videocamere, computer e cellulari".
Kenneth Nichols O'Keefe, un veterano dell'esercito americano che era a bordo della nave, ha affermato che lui e molti altri attivisti hanno preso una pistola e un fucile d'assalto a tre commando israeliani svuotandone i caricatori per impedire che le armi venissero utilizzate contro di loro, lui personalmente avrebbe svuotato il caricatore di una pistola, confermando che l'arma conteneva munizioni vere. Egli ha anche dichiarato di essere stato picchiato, e viene mostrato con il volto insanguinato in un video dell'agenzia di stampa Anatolia. È stato testimone della morte di 5 uomini.
Haneen Zoubi, una cittadina Arabo Palestinese di Israele, membro della Knesset, ha detto che i soldati dell'IDF avrebbero rifiutato di offrire assistenza medica ad alcuni attivisti feriti su sua richiesta, che sarebbero deceduti poco dopo. Con il suo ebraico fluente nelle ore successive ha fatto da traduttore tra soldati israeliani e gli attivisti, ottenendo acqua e medicinali.

### Motivazioni a supporto dell'azione della Freedom Flotilla
Poche ore dopo l'abbordaggio israeliano alla Freedom Flotilla in acque internazionali, Greta Berlin, portavoce del Free Gaza Movement, ha dichiarato al blog di Beppe Grillo che il suo movimento ritiene illegale il blocco navale imposto da Israele, e per questo motivo il tentativo di violare tale blocco era stato fatto con l'intento di creare un canale di comunicazione tra Gaza e il resto del mondo, in contrasto aperto con le decisioni di Israele. Per lo stesso motivo era stato deciso il trasporto degli aiuti. In passato l'organizzazione aveva avuto successo nella sua iniziativa ed aveva creato un precedente che quindi si voleva confermare ulteriormente. Secondo Berlin, questo tipo di iniziative dovrebbero essere sostenute dai civili in quanto i governi non tutelerebbero sufficientemente gli interessi dei palestinesi. Secondo Berlin, gli israeliani sarebbero stati i primi ad attaccare.
Greta Berlin, cofondatrice del Free Gaza Movement ha dichiarato in seguito che:
“Trattenere i passeggeri in modo che non potessero esprimere la propria visione dei fatti è stato un tentativo deliberato di Israele di coprire quanto è realmente accaduto sulla Mavi Marmara quella fatidica notte, loro sapevano cosa avrebbero raccontato i passeggeri, ma speravano che ritardando il rilascio della loro testimonianza a molti giorni dopo l'incidente, la copertura dei media sarebbe stata ridotta a storie da ultima pagina o persino non riportate in quanto notizie oramai vecchie”.

## Opinioni giuridico-legali

### Opinioni giuridico-legali a supporto dell'azione israeliana
Mark Regev, portavoce del Primo Ministro israeliano, si è appellato al paragrafo 67A del San Remo Manual on International Law Applicable to Armed Conflicts at Sea, manuale di diritto internazionale applicabile ai conflitti armati in mare, dichiarando che «se ti trovi in presenza di una nave che si dirige verso un'area sottoposta a blocco navale, ti è consentito intercettarla anche prima che raggiunga l'area sottoposta a blocco navale se tu li hai avvertiti in anticipo - e questo noi lo abbiamo fatto varie volte - e se loro avevano lo scopo espressamente dichiarato di violare il blocco. Quel blocco esiste per la protezione del nostro popolo». Poiché il comandante della Mavi Marmara era stato effettivamente contattato ed avvertito in anticipo del blocco, e poiché aveva risposto dichiarando espressamente che la destinazione dell'imbarcazione era effettivamente Gaza, area sottoposta a blocco navale, l'intervento, secondo il portavoce del Primo Ministro israeliano, sarebbe avvenuto nel pieno rispetto del diritto internazionale di guerra.
Inoltre, il memorandum di San Remo, al paragrafo 60E, stabilisce che rifiutare un ordine di fermarsi o resistere attivamente ad un sopralluogo, ad una perquisizione o alla cattura può rendere un'imbarcazione mercantile un obiettivo militare. Il paragrafo 47C stabilisce che le imbarcazioni impegnate in missioni umanitarie che trasportino provviste indispensabili alla sopravvivenza della popolazione civile sono esenti da attacchi a condizione che operino sulla base di accordi tra le parti belligeranti, tuttavia il governo di Israele aveva negato il proprio assenso alla violazione del blocco.
Il sito del Ministero degli Affari Esteri di Israele richiama le norme di diritto marittimo come applicate ad esempio dagli USA e dalla Gran Bretagna, citando il Commander's Handbook on the Law of Naval Operations della US Navy. Secondo le leggi che regolano le operazioni navali un vascello può essere attaccato in alto mare quando intenda violare un blocco:
( Testo in formato PDF dello US Commander's Handbook. URL consultato il 2 maggio 2019 (archiviato dall'url originale il 14 giugno 2010).. Cfr. la sez. 7.7.4.)
Allen Weiner, ex procuratore del Dipartimento di Stato degli Stati Uniti d'America e consulente legale all'ambasciata americana all'Aia, professore alla Facoltà di Giurisprudenza della Stanford University ha dichiarato che il blocco deciso da Israele contro Gaza di per sé non è illegale, ed è legittimo che le navi israeliane operino in acque internazionali per attuarlo.
Il professore di Diritto all'Università di Tel Aviv Yoram Dinstein, autore di un manuale sul diritto di guerra in mare, ha osservato che «vi sono diversi casi di blocchi recenti e successivi alla Convenzione delle Nazioni Unite sul diritto del mare, ad esempio in Vietnam e nella Guerra del Golfo», per cui la politica di Israele sarebbe giustificata. Occorre notare che sebbene entrambi i conflitti siano precedenti all'entrata in vigore della Convenzione (16 novembre 1994), Israele non è tra i paesi firmatari della Convenzione stessa.

### Opinioni giuridico-legali contro l'azione israeliana
Secondo Anthony D'Amato, professore di diritto internazionale alla Northwestern University School of Law, il San Remo Manual on International Law Applicable to Armed Conflicts at Sea, si applica in una situazione in cui sono in vigore le leggi di guerra tra Stati. Le leggi di guerra non si applicano nel conflitto tra Israele e Hamas, in quanto quest'ultimo non è uno Stato. Bisogna applicare le leggi della Convenzione di Ginevra.
Richard Falk, professore di diritto internazionale alla Princeton University e relatore speciale dell'ONU sulla situazione dei diritti umani nei territori palestinesi occupati, ha detto che "Israele è colpevole di una condotta scioccante per aver utilizzato armi micidiali contro civili disarmati a bordo di navi che si trovavano in acque internazionali, dove esiste la libertà di navigazione, secondo il diritto del mare". Falk era stato arrestato ed espulso da Israele nel 2008 per via delle posizioni del suo mandato, ritenute "profondamente distorte ed anti-Israeliane" dal Ministero degli Esteri Israeliano. In seguito all'arresto, Falk ha replicato che il governo israeliano distorce il suo reale punto di vista e che ritiene l'espulsione come un "insidioso esempio per cercare di spostare l'attenzione dalle loro obiezioni alla persona".
Un gruppo di avvocati israeliani, tra cui Avigdor Feldman, importante avvocato per i diritti umani israeliano, hanno presentato una petizione alla Corte Suprema israeliana accusando Israele di aver violato la Convenzione delle Nazioni Unite sul diritto del mare, catturando le barche in acque internazionali.
José María Ruiz Soroa, un esperto spagnolo di diritto marittimo e coautore del manuale giuridico "Manual de derecho de la navegación Marítima", ha detto che Israele, in base al diritto internazionale, non ha nessun diritto per limitare la libertà di navigazione di qualsiasi nave in alto mare, tranne in una serie di situazioni che non si applicano al caso della flottiglia di Gaza. Il Blocco non è un valido motivo perché è un concetto applicabile solo a situazioni di guerra. Inoltre ha precisato che l'azione di Israele è una violazione della Convention for the Suppression of Unlawful Acts Against the Safety of Maritime Navigation (SUA),, che è stato firmato da Israele nel mese di aprile 2009. Inoltre secondo l'articolo 6.1 della SUA, la giurisdizione sui reati che la nave potrebbe aver commesso sono dello Stato indicato sulla bandiera della nave (in questa situazione, Turchia).
George Bisharat, professore al College of the Law di Hastings, ha scritto che il blocco imposto da Israele a Gaza è illegale e far rispettare il blocco in acque internazionali è stato allo stesso modo illegale. Bisharat ha detto che "i passeggeri della flottiglia avevano il diritto di difendersi contro l'abbordaggio di Israele sulla Mavi Marmara, anche se il commando israeliano non avesse sparato immediatamente al momento dello sbarco sul ponte della nave".

## Reazioni internazionali
Le reazioni internazionali dei primi giorni, a ricostruzione degli eventi ancora incompleta, sono state di profondo rammarico per la perdita di vite umane, di richiesta di indagini, e di condanna per l'azione di Israele.
La Foreign Press Association (Associazione della Stampa Estera), che dice di rappresentare centinaia di giornalisti israeliani e dei territori palestinesi, ha contestato l'uso da parte israeliana di materiale video confiscato ai giornalisti, chiedendone la restituzione e la corretta attribuzione delle fonti.
- Il ministro turco Recep Tayyip Erdoğan ha definito "terrorismo di stato", l'azione di Israele.[106] Attacchi di dimostranti si sono avuti ad Istanbul al consolato israeliano[107] e varie manifestazioni si sono svolte anche davanti all'ambasciata ed in città; l'avvenimento ha raffreddato i rapporti tra Israele e Turchia, tradizionalmente partner storici commerciali e militari in Medio Oriente, tanto che alcuni giornali turchi sono usciti con titoli "Niente è più come prima", parole pronunciate dal premier Erdogan[108].
- L'esercito israeliano sostiene di essere stato attaccato e che la Freedom Flotilla non era una missione umanitaria ma una provocazione[67]
- Il Presidente dell'Autorità Nazionale Palestinese, Mahmūd Abbās, ha definito un massacro il blitz delle forze israeliane sulla nave.
- Hamas, che governa nella Striscia di Gaza dal 2007, ha invocato l'intifada contro le ambasciate israeliane nel mondo.[109]
- Il Segretario Generale dell'ONU, Ban Ki-moon, si è detto "scioccato" per l'attacco di Israele alla flotta degli attivisti pro-Gaza, ed ha condannato l'episodio.[110]
- Il Consiglio di Sicurezza dell'ONU ha condannato gli atti che hanno avuto come esito la perdita di vite di civili nell'incidente con la flottiglia al largo di Gaza.[111][112][113] Israele a sua volta ha reagito giudicando "ipocrita" la condanna del Consiglio di Sicurezza dell'ONU. Secondo il portavoce del ministero degli Esteri, Yigal Palmor, la dichiarazione è stata "precipitosa e non ha lasciato un tempo di riflessione per considerare tutti i fatti"[114].
- Secondo l'ambasciatore israeliano a Roma, la responsabilità è degli organizzatori della flottiglia.[115]
- Il presidente del Parlamento europeo Jerzy Buzek l'ha definito una inaccettabile violazione della legge internazionale, in particolare della quarta Convenzione di Ginevra.
- Secondo il Ministro degli esteri Italiano Franco Frattini si tratta di un "errore inesplicabile che può trasformarsi in una grande opportunità di pace".
- Il presidente USA, Barack Obama, ha chiesto chiarezza sull'episodio ed espresso profondo rincrescimento per le vittime[116]
- Il presidente russo, Dmitrij Anatol'evič Medvedev, ha definito ingiustificabile la perdita di vite umane causate dal blitz israeliano contro la flottiglia di aiuti a Gaza.[117]
- Il Primo Ministro del Regno Unito, David Cameron, ha condannato il raid israeliano sulla Flottiglia definendolo "completamente inaccettabile"[118]
- Il Presidente Iraniano Mahmud Ahmadinejad lo ha definito un gesto disumano del regime sionista verso un'operazione di aiuti per la gente di Gaza[119]
- Il Presidente francese Nicolas Sarkozy condanna l'uso sproporzionato della forza dell'esercito israeliano[119]

Le ricostruzioni successive, basate sul materiale video man mano reso disponibile, hanno però fornito una rappresentazione degli eventi in gran parte differente rispetto a quella diffusa nelle prime ore dalle organizzazioni di attivisti coinvolte, e da cui emerge come il personale militare israeliano abbia aperto il fuoco per difendersi solo dopo essere stato attaccato dai militanti a bordo della nave, sebbene le fonti video disponibili provengano solo da Israele, che ha confiscato quelle nella disponibilità degli attivisti.

## Inchieste sugli eventi
Il Consiglio di Sicurezza ed il Consiglio per i diritti umani delle Nazioni Unite (UNHRC) hanno chiesto un'inchiesta internazionale sul blitz israeliano contro la Freedom Flotilla che sia "rapida, imparziale, credibile e trasparente".. La richiesta del Consiglio dei Diritti Umani è stata approvata con 32 voti su 47, con l'opposizione di Stati Uniti, Paesi Bassi e Italia, e l'astensione, tra gli altri, di Inghilterra e Francia. "Israele è uno Stato democratico e perfettamente in grado di condurre un'inchiesta credibile e indipendente", secondo il portavoce della Farnesina.
Il Ministro della Difesa israeliano Ehud Barak ha avviato un'inchiesta militare interna su quanto avvenuto, e sostiene l'idea di una Commissione d'inchiesta internazionale..
il 2 giugno il Consiglio per i diritti umani delle Nazioni Unite ha creato una commissione d'inchiesta per indagare sugli avvenimenti, composta da tre membri: l'ex attorney general di Trinidad e Tobago ed ex giudice della Corte penale internazionale Karl Hudson-Phillips (come presidente), l'attivista malaysiana per i diritti delle donne Mary Shanthi Dairiam e l'avvocato britannico Desmond Lorenz de Silva, già a capo delle indagini dell'ONU sui crimi di guerra in Sierra Leone. Israele ha negato la sua collaborazione a queste indagini.
Il 2 agosto, Ban Ki-moon, Segretario generale delle Nazioni Unite ha annunciato che le Nazioni Unite avvieranno una propria Commissione, presieduta dall'ex-Premier neozelandese Geoffrey Palmer e con l'ex presidente colombiano Álvaro Uribe Vélez come vice, che avrebbe dovuto fornire un primo rapporto per metà settembre. Israele, a seguito della precedente esperienza del Goldstone Report delle Nazioni Unite, ritenuto dal Governo Israeliano e da diverse forze politiche sia dello Stato mediorientale che da fonti ufficiali Statunitensi gravemente scorretto e pregiudizialmente sbilanciato in senso anti-Israeliano, ha inizialmente rifiutato l'opzione di una commissione UN, ed ha deciso di avviare una propria Commissione d'inchiesta con componenti internazionali, il Turkel Committee, composto da tre israeliani e due osservatori internazionali (il Premio Nobel per la Pace nord-irlandese David Trimble, e il Giudice militare canadese Ken Watkin). Successivamente il Primo Ministro Israeliano, Benjamin Netanyahu, ha dichiarato in merito che supporta anche l'inchiesta internazionale: "È nell'interesse nazionale dello Stato di Israele assicurare che la verità fattuale degli eventi complessivamente legati alla Flotilla vengano alla luce nel mondo, ed è esattamente questo il principio che stiamo portando avanti".

### L'indagine del Consiglio per i Diritti Umani dell'ONU (UNHRC)
Il 27 settembre il comitato di indagine del Consiglio per i Diritti Umani dell'ONU (UNHRC) ha pubblicato la versione definitiva del suo rapporto, in cui, dopo un prologo sull'attuale situazione a Gaza (anche in considerazione delle norme sui confini decise negli accordi di Oslo), analizza lo svolgersi degli avvenimenti e li valuta in base alle norme del diritto internazionale, comprese eventuali violazioni di leggi umanitarie e sul rispetto dei diritti umani. Il rapporto, frutto del materiale raccolto anche tramite un centinaio di audizioni, si rivela particolarmente critico nei confronti dell'operato dell'esercito israeliano:
(Report of the international fact-finding mission to investigate violations of international law, including international humanitarian and human rights law, resulting from the Israeli attacks on the flotilla of ships carrying humanitarian assistance)
In particolare sono state individuate anche alcune violazioni della Quarta Convenzione di Ginevra.
Il governo israeliano ha criticato il rapporto, definendolo "pregiudiziale" ("biased") e "di parte" ("one-sided"), mentre Hamas ha richiesto che il comandante dell'operazione venga giudicato dalla Corte penale internazionale.. Dal punto di vista delle reazioni internazionali il rappresentante degli Stati Uniti nel consiglio dei diritti umani, Eileen Chamberlain, ha affermato che gli USA sono preoccupati per il tono, il contenuto e le conclusioni del rapporto ("We are concerned with the tone, content and conclusions of the report,"), e che auspicano che questo non venga impiegato per azioni che possano mettere a rischio il processo di pace, mentre l'Unione Europea ha richiesto che il rapporto venga trasmesso alla Commissione di indagine stabilita da Ban Ki-Moon, dove sono presenti anche rappresentanti israeliani e turchi. Il presidente turco, Abdullah Gül, si è detto compiaciuto dell'esito dell'indagine e ha sostenuto che il rapporto potrà essere utile per analizzare i fatti da un punto legale.
Il 29 settembre l'UNHRC ha messo ai voti una risoluzione (presentata dal Pakistan a nome dell'Organizzazione della Cooperazione Islamica) in cui si chiedeva di accettare le conclusioni del rapporto, di condannare Israele per la non collaborazione alle indagini della commissione e di sottomettere i risultati della commissione all'Assemblea Generale delle Nazioni Unite. La risoluzione è stata approvata con 30 voti a favore (Angola, Arabia Saudita, Argentina, Bahrain, Bangladesh, Brasile, Burkina Faso, Cile, Cina, Cuba, Ecuador, Federazione Russa, Gabon, Gibuti, Giordania, Guatemala, Kirghizistan, Libia, Maldive, Malaysia, Mauritania, Maurizio, Messico, Nigeria, Pakistan, Qatar, Senegal, Thailandia, Uganda ed Uruguay), 1 contro (Stati Uniti) e 15 astensioni (Belgio, Camerun, Corea del Sud, Francia, Giappone, Norvegia, Polonia, Regno Unito, Moldavia, Slovacchia, Spagna, Svizzera, Ucraina, Ungheria e Zambia).

### Gli aiuti umanitari
L'esercito israeliano ha provveduto a trasferire una parte degli aiuti umanitari a Gaza, dopo averli caricati su 8 camion. Il carico umanitario, secondo quanto riferito dall'IDF, era composto da medicinali in gran parte scaduti e da equipaggiamenti in scarso stato di conservazione.
Tuttavia, le 10000 t di calcestruzzo sono state escluse dalle autorità israeliane, le quali sostengono che potrebbero essere utilizzate per costruire bunker e tunnel sotterranei. Hamas ha rifiutato di far entrare nella striscia di Gaza il carico di aiuti umanitari, chiedendo il rilascio di tutti gli attivisti arrestati e la consegna del calcestruzzo. Israele ha dichiarato che le forniture non erano necessarie in quanto la situazione umanitaria a Gaza è "buona", un'affermazione non condivisa da agenzie delle Nazioni Unite.
Nei primi tre mesi dell'anno, Israele aveva autonomamente trasferito agli 1,4 milioni di abitanti della Striscia di Gaza circa 95000 t di aiuti e merci non sanitarie (pari a 68 kg per abitante), tramite circa 4000 camion, oltre a 1068 t di medicine ed equipaggiamenti sanitari.
Il 20 giugno, il governo israeliano ha deciso di permettere il libero accesso a Gaza di tutti i beni diretti alla popolazione civile, compresi i materiali da costruzione (sotto supervisione internazionale, per evitarne l'uso a scopi militari).